# Guy Edi
Ohouo Guy Landry Edi (* 26. Dezember 1988 in Agboville) ist ein ivorisch-französischer Basketballspieler.

## Werdegang
Edi wuchs in Paris auf und wurde französischer U16-Nationalspieler. In den Spieljahren 2005/06 und 2006/07 bestritt er jeweils zwei Spiele für den Erstligisten Paris-Levallois. Er ging in die Vereinigten Staaten, spielte für Schulmannschaften in Kalifornien und gewann 2011 mit dem texanischen Midland College den Meistertitel in der National Junior College Athletic Association (NJCAA). Zur Saison 2011/12 wechselte Edi an die Gonzaga University, wurde aber zunächst vom Hochschulverband NCAA für acht Spiele gesperrt, da seine Einsätze für Paris-Levallois gegen die Amateurrichtlinie verstießen.
Mit Champagne Châlons-Reims spielte er erst in der zweiten Liga Frankreichs, 2014/15 dann in der ersten. Edi stand später beim französischen Erstligisten Le Havre und bei Zweitligisten unter Vertrag. In der Saison 2018/19 spielte der Flügelspieler zeitweise bei Kataja Basket in Finnland, zu Jahresbeginn 2019 ging er nach Frankreich zurück und verstärkte Poitiers Basket 86. Nach der kurzen Rückkehr zu Champagne Châlons-Reims stand Edi ab Dezember 2019 in Diensten von Union Tours Basket Métropole in der drittklassigen Liga N1M.
Für den isländischen Erstligisten Þór Akureyri bestritt er zwischen Februar und Mai 2021 insgesamt 19 Ligaspiele und erzielte im Mittel 11,3 Punkte. In der Sommerpause 2021 wurde er vom deutschen Drittligaverein Basketball Löwen Erfurt verpflichtet. In der Saison 2021/22 war er mit 18,5 Punkten je Begegnung bester Korbschütze der Thüringer. Das war er ebenfalls in der Runde 2022/23, in der er seinen Punktedurchschnittswert auf 20,1 steigerte.
Im Juni 2023 wurde er von der Mannschaft Calgary Surge aus der kanadischen Liga CEBL verpflichtet.

### Nationalmannschaft
Als Jugendlicher war Edi Auswahlspieler Frankreichs, im Herrenbereich dann der Elfenbeinküste. Er nahm an Afrikameisterschaften und an der Weltmeisterschaft 2010 teil. Er stieg zum Kapitän der Nationalmannschaft auf. 2021 wurde er Zweiter der Afrikameisterschaft.